# Jim Elder
James Robert „Jim” Elder (ur. 27 lipca 1934 w Toronto) – kanadyjski jeździec sportowy. Dwukrotny medalista olimpijski.
Brał udział w sześciu igrzyskach na przestrzeni ponad 20 lat (IO 56, IO 60, IO 68, IO 72, IO 76, IO 84). Wywalczył dwa medale. W 1956 w Sztokholmie (główne zawody odbywały się w Melbourne, ale jeźdźcy – ze względu na problemy z kwarantanną zwierząt – rywalizowali w Szwecji) zajął trzecie miejsce w drużynowym konkursie w WKKW. 12 lat później triumfował, tym razem w drużynowym konkursie skoków przez przeszkody. W tej konkurencji w drużynie był mistrzem świata w 1970, zwycięzcą igrzysk panamerykańskich w 1971. Wcześniej, w 1959, zwyciężył w drużynie w WKKW.
Jego brat Norman także był olimpijczykiem.